# Velika Greda
Velika Greda (v srbské cyrilici Велика Греда, maďarsky Györgyháza) je obec v srbské Vojvodině, v Jihobanátském okruhu. Administrativně spadá pod opštinu Plandište. Přesněji se nachází na hlavním silničním i železničním tahu, který spojuje města Zrenjanin a Vršac.
Řadí se k malým sídlům; v roce 2011 měla 1374 obyvatel. Obyvatelstvo tvoří především Srbové (69,68 %), a dále maďarská (12,29%) a makedonská menšina (9,89 %). Místní Makedonci přišli do Veliké Gredy po druhé světové válce; pocházejí z okolí města Kriva Palanka, hledaje lepší životní podmínky v úrodné Vojvodině, ze které bylo vyhnáno původní, německy mluvící obyvatelstvo.